# Biobío (region)
36°46′22″S 73°03′47″V / 36.77278°S 73.06306°V
Biobío er en af Chiles regioner og har nummer VIII på den officielle liste. Den har navn efter Biobío-floden, der løber gennem regionen.
Regionen har et areal på 37.062,6 km² og grænser op til Maule mod nord, mod syd til Araucanía, mod øst til Argentina og mod vest til Stillehavet. Hovedbyen er Concepción, og andre større byer er Talcahuan, Chillan og Los Ángeles.

## Geografi
Regionen ligger i et område, der er særlig udsat for jordskælv, og den blev hårdt ramt af skælvet i 1960 (det kraftigste jordskælv, der nogensinde er registreret) og det i 2010 samt de efterfølgende tsunamier. Ved skælvet i 2010 blev især Talcahuan og Dichato hårdt ramt, men resten af regionen gik ikke fri for betydelige skader.

## Historie
Regionen har spillet en betydelig rolle i Chiles historie og kultur. En række uafhængighedshelte, præsidenter og andre politikere, kunstnere og videnskabsfolk stammer herfra, blandt andet pianisten Claudia Arrau og folkloristen Violeta Parra.
Oprindeligt lå departementet Rere i regionen, og herfra foregik megen af koloniseringen af Chile gennem en trehundredårig periode frem til 1870'erne. Det var her, at de spanske nybyggere gennem den lange periode omsider fik magten over det stærke mapuche-folk, der oprindeligt levede på stedet.
Senere tog grupper af chilenere fra denne region til Spansk Californien, hvor de bosatte sig og var med til at udkæmpe den mexicansk-amerikanske krig (1846-48)

## Administration
Maule er opdelt i fire provinser: Arauco, Biobío, Concepción og Ñuble. Disse provinser er igen opdelt i sammenlagt 54 kommuner.

## Demografi
I regionen boede der ved folketællingen i 2002 1.861.562 mennesker, hvilket gør regionen til den næstmest befolkede af Chiles regioner. Langt størstedelen af befolkningen bor i bymæssige begyggelser (82,1%), og de største byer er hovedbyen Concepción, der med alle forstæder og byer, der er smeltet sammen med den, har 979.937 indbyggere, hvilket gør byområdet til Chiles næststørste. Selve Concepción har 216.061 indbyggere, og blandt byerne, der hører til Storconcepción er Talcahuano (250.348 indbyggere), Hualpén (88.046), San Pedro de la Paz (80.447), Chiguayante (81.302), Coronel (95.528) og Tomé (52.440).
Af andre større byer i regionen finder man Chillán (146.701 indbyggere) og Los Ángeles (166.556).

## Økonomi og beskæftigelse
I adskillige årtier har fabrikation bidraget væsentligt til regionens økonomi og udgør 35,6% af BNI. Produktionen omfatter en bred vifte af varer som jern- og stålprodukter, madvarer, petrokemiske produkter, olieraffinaderier og skibsværfter. Regionens dynamik stammer navnlig fra de store floder, der gennemskærer området og bidrager med hydroelektricitet til produktionen.
Regionen indeholder 44% af Chiles plantager af skov, hvoraf 82% er monterey-fyr. Regionen er den største producent af træprodukter og huser en række papirmøller, savværker og lignende fabrikker.
Også fiskeriet er vigtigt i regionen, der huser 32% af landets samlede fiskerflåde, og omkring halvdelen af fangsten i Chile landes i en af regionens havne. Regionen står alene for 4% af verdens samlede havfangster, der inkluderer skaldyr (musling og rejer), ål, sardin, ansjos, makrel, kulmule og alger.
Jorden i regionen er meget frugtbar, og den bruges til produktion af korn og grønsager samt til græsning. Animalsk landbrug producerer kød, mælk og andre mælkeprodukter. Endelig finder man minedrift i et vist omfang i regionen, især udvinding af kvarts til glas- og stålindustrien.

## Kultur
Sammen med Araucanía, Maule og O'Higgins har Biobío bemærkelsesværdigt homogene kulturer trods forskelle i etnicitet og racer. Omkring to tredjedele af befolkningen er mestizer, og omkring 90% af befolkningen har en eller anden form for europæiske rødder. De kommer i stor udstrækning fra Spanien, men også fra Tyskland, Schweiz, Østrig, Frankrig, Italien (folk med baggrund i de to sidstnævnte har været med til at sætte gang i regionens vinproduktion). Folk fra de britiske øer har især slået sig ned i Concepción; folk fra Holland, Portugal og Grækenland har været med til at starte fiskeindustrien og folk med rødder i Mellemøsten har især startet små virksomheder. Endelig findes der mindre kolonier af folk fra USA, Skandinavien og Østeuropa, især de tidligere nationer Sovjetunionen, Tjekkoslovakiet og Jugoslavien.
Religionen spiller en vigtigere rolle end fx i hovedstadsområdet, og samlet var der ved folketællingen i 2002 58,63% katolikker, mens 28,36% var protestanter af forskellige former. I provinsen Arauco var der 47,47% protestanter, hvilket gør den til den eneste provins i landet med flere protestanter end katolikker (36,33%).